# Magno de Füssen
Magno probablemente vivió como ermitaño en Füssen, Baviera en el siglo VIII. En la tradición de la abadía de Sankt Mang (ca. 840), es considerado el fundador del monasterio y el primer abad.
Aunque el personaje histórico Magno es difícil de comprender, la historia del impacto del hombre que es venerado como santo y hacedor de milagros sigue siendo variada durante un período de más de mil años en el campo del arte y la piedad popular, especialmente en Allgäu y Tirol, Alta Suabia y Suiza. Su veneración también se expresa en el título de Apóstol del Allgäu. El Magnusfest se celebra el 6 de septiembre.

## Figura histórica

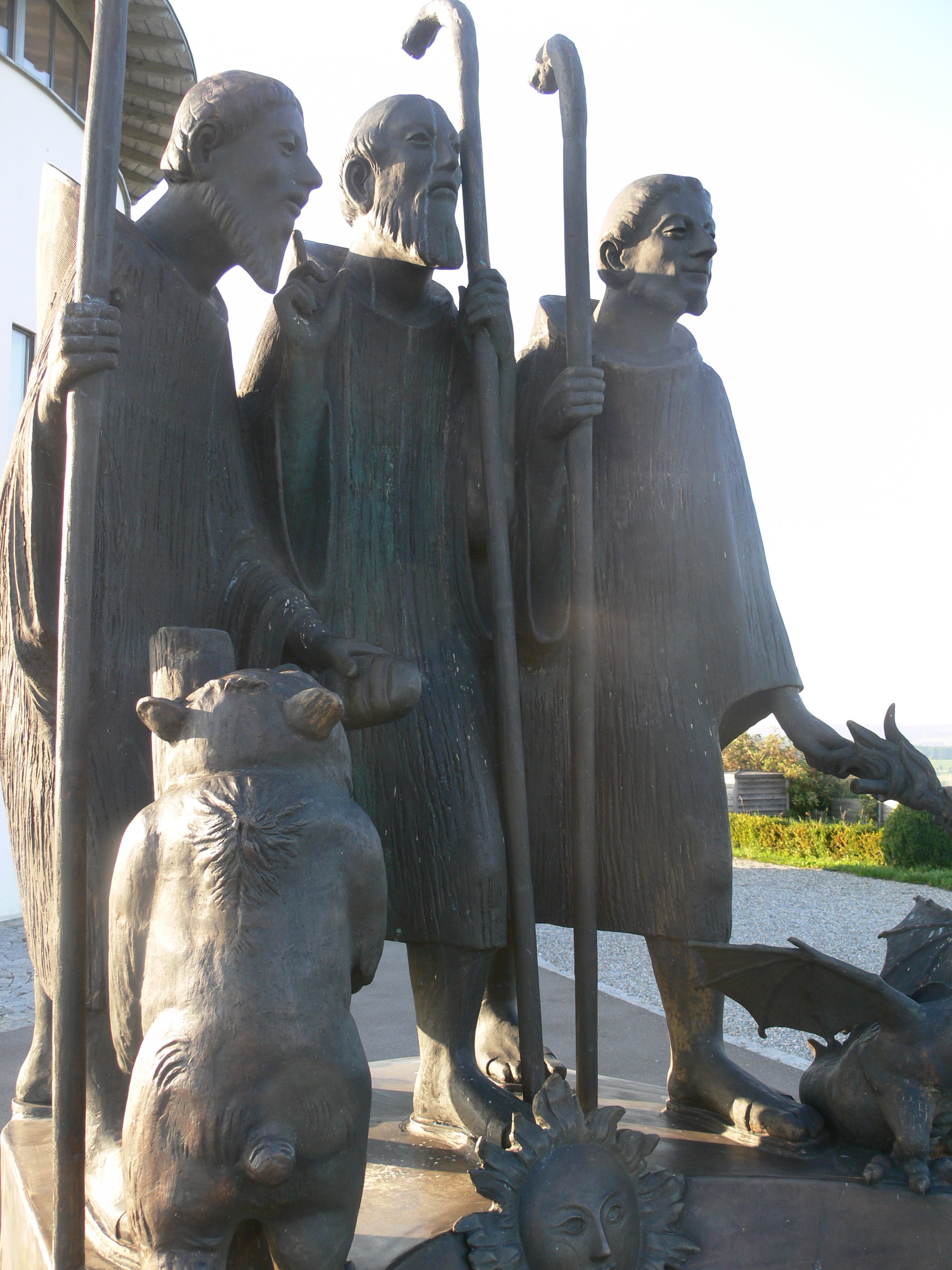
Bonifatius Stirnberg: “Allgäu Holy” (Gallus, Magnus, Columban), 2000Esculturas a lo largo de la carretera Capilla St. Gallus (Leutkirch)

Casi nada históricamente seguro se sabe sobre Magnus. La evidencia escrita más antigua es una biografía, la "Vita S. Magni", que probablemente fue escrita alrededor del año 895 por un autor anónimo. Una copia del “Urvita” de principios del siglo X se encuentra en el Codex 265 de la Biblioteca de la Abadía de Einsiedeln.
En la literatura de investigación más antigua, la vita se cuestiona críticamente como una fuente histórica y el camino de la vida se traza a partir de ella: según esto, Magnus probablemente nació en 699 cerca de St. Gallen y llegó a Füssen en 746 como misionero, donde murió en 772 después de 26 años de servicio.
En contraste, en la literatura de investigación más reciente esta vita se interpreta como una obra literaria, como una leyenda simbólica que describe el esfuerzo de lo sagrado a la perfección. La vita ya no se utiliza como informe fáctico histórico.
“Lo único seguro es que estaba vivo.  Presumiblemente era un ermitaño local en el área de Füssen, (...) que murió en algún momento del 6 de septiembre, probablemente en el siglo VIII ".
Stefan Vatter, por otro lado, señala en su monografía actual sobre Magnus que Magnus era un monje irlandés-escocés de St. Gallen basado en la información del vita más antiguo y la forma de vida descrita en él. Magnus, junto con los monjes escoceses irlandeses Gallus y Columban, es considerado uno de los tres "apóstoles de Allgäu".  En una capilla construida en 2000 en la A 96 en el área de descanso de Winterberg cerca de Leutkirch en Allgäu, las tres personas de Allgäu estaban representadas en una escultura de bronce. En general, los trabajos científicos y literarios sobre Magnus son controvertidos. Más bien, la cristianización del Allgäu por Magnus se interpreta como una leyenda.
El año en que murió Magnus ya no se registra. En la tradición local, 750 se ha convertido en el año de la muerte. Otras fuentes citan el 6 de septiembre de 772: propuso a Tozzo (en el cargo 772 a 778) como obispo de Augsburgo. El obispo Tozzo dirigió el funeral de Magnus.

## Vita S. Magni
Dorothea Walz planteó vívidamente la importancia del Vita S. Magni. El esfuerzo por seguir a Cristo y alcanzar la perfección impregna el espíritu de esta descripción de la vida y se expresa en un orden definido con precisión, simbolizado en combinaciones de números.
La división de capítulos contiene la clave para una comprensión más profunda de la Vita, que consta de 28 capítulos. En la Edad Media, el número 28 se consideraba un “numerus perfectus”, un número perfecto, ya que la suma de sus divisores (1 + 2 + 4 + 7 + 14 = 28) da como resultado el número 28.  Los capítulos 1 al 25 describen la vida terrenal de Magnus, los tres últimos eventos y los milagros después de su muerte. Primero, en los primeros 8 capítulos, Magnus es retratado como el príncipe irlandés que se dedicó a San Columbano como alumno, descrito, los siguientes 8 capítulos lo describen como alumno de San Galo. Tras estos 16 capítulos de la vida estudiantil, que finaliza con su salida de St. Gallen y la curación de los ciegos en Bregenz, Magnus se presenta como un maestro perfecto en los siguientes 9 capítulos. Derrota a la serpiente Boa en Kempten, derrota al dragón en Roßhaupten, destruye los espíritus del río y de la montaña en el valle del río Lech en el lugar llamado "fauces", y funda una celda y un oratorio aquí. Y a su vez, el esquema de orden de estos 25 capítulos está vinculado a una combinación especial de números, a saber, la división de un número cuadrado en dos números cuadrados (25 = 16 + 9), como en el teorema de Pitágoras.
Después de la muerte de Magnus, su celda fue destruida. El obispo de Augsburgo Simpert hizo reconstruir la iglesia y el monasterio construidos bajo sus sucesores. El obispo Lanto ahora tenía una búsqueda de la tumba de Magnus.  Como informa la Vita, se descubrió la tumba, señalada por un efecto milagroso, y se levantó el cuerpo intacto de Magnus, una clara señal de su santidad y brillante legitimación para el monasterio benedictino recién fundado. La fundación de este monasterio se puede establecer alrededor de 830/840.

## Veneración
Magnus era un santo de la orden benedictina, por lo que su veneración se encuentra sobre todo en los monasterios benedictinos. En la región alpina fue venerado como santo patrón y ayudante de emergencia contra ratones, orugas y larvas blancas.  La leyenda de Magnus se hace cargo parcialmente del culto precristiano de los lugares santos, el manzano cerca de Schwangau / Waltenhofen; la piedra de concha en Lusalten / Lechfall se convierte en el "paso Magnus". El personal de St. Mang recibió poderes milagrosos especiales. Esto se solicitó a menudo al monasterio de Füssen para el control de plagas.
“Las bendiciones con la vara Magnuss las realizaba normalmente el conservador del monasterio de Füssen.  Cabalgó hasta el lugar donde se deseaba una bendición. Allí le hicieron pasar al sacerdote por el pasillo. En cuatro estaciones clavó el palo Magnus en el campo, cantó el comienzo del Evangelio, leyó el exorcismo y dio la bendición con el palo.  Esta caminata por el corredor tomó alrededor de medio día”. Después de un viaje a Etsch en 1643, un sacerdote de Füssen señaló: “Dondequiera que el Santo Bastón fue al piadoso abad, las uvas se salvaron del moho durante siete años, y dondequiera que se balanceara sobre los campos bendiciendo con oraciones, todas las plagas tenían que ceder".
En la Era de la Ilustración, sin embargo, esta práctica popular fue tachada de superstición y después de que la secularización fuera prohibida por un decreto del gobierno, la barra Magnuss fue confiscada en 1804. En 1822 fue devuelto a Füssen. Las procesiones con el personal de Magnus todavía tienen lugar en Füssen en Magnustag (6 de septiembre) y el martes de Pentecostés.